# Magdalena (Kolumbia)
Magdalena – departament Kolumbii. Niegdyś był stanem, jednym z dziewięciu tworzących Stany Zjednoczone Kolumbii. Leży na północy kraju. Stolicą departamentu Magdalena jest miasto Santa Marta. Nazwa departamentu pochodzi od rzeki Magdalena.

## Gminy
1. Algarrobo
2. Aracataca
3. Chibolo
4. Ciénaga
5. Concordia
6. El Banco
7. El Piñón
8. El Retén
9. Fundación
10. Guamal
11. Nueva Granada
12. Pedraza
13. Pijiño del Carmen
14. Pivijay
15. Plato
16. Pueblo Viejo
17. Remolino
18. Sabanas de San Ángel
19. Salamina
20. San Sebastián de Buenavista
21. Santa Ana
22. Santa Bárbara de Pinto
23. Santa Marta
24. San Zenón
25. Sitionuevo
26. Tenerife